# Jacob Hvinden Haug
Jacob Hvinden Haug, norveški general, * 1880, † 1961.